# Sinfonischer Chor Aachen
Der Sinfonische Chor Aachen e. V. ist der älteste Konzertchor in Aachen.

## Geschichte
Er wurde 1820 als Singacademie gegründet. In den Jahren von 1825 bis zum Ende der Niederrheinischen Musikfeste im Jahre 1957 war er der Festchor bei den Aachener Konzerten. Seit dem Jahr 1854 bestreitet er nach Gründung des Aachener Städtischen Orchesters und mit der Einführung der städtischen Sinfoniekonzerte als Städtischer Gesangverein, später Städtischer Chor Aachen von 1820, diese Konzertreihe. Damit stand er immer unter der musikalischen Leitung der Generalmusikdirektoren der Stadt Aachen; darunter weltweit bekannte Dirigenten wie Fritz Busch, Herbert von Karajan und Wolfgang Sawallisch. Nach der Umbenennung des Städtischen Orchesters in Sinfonieorchester Aachen erfolgte auch die Umbenennung des Chores in Sinfonischer Chor Aachen. Das dreibändige Chorarchiv 190 Jahre Singen für Aachen von 1820 bis 2010 ist im Besitz des Stadtarchivs Aachen und dort für die Öffentlichkeit zugänglich. 

## Repertoire und Besetzung
In der Zeit seines Bestehens hat der Chor einen beachtlichen Teil der Chorliteratur im Bereich der Oratorien, Messen und Requien, aber auch im weltlichen Bereich erarbeitet. Das Repertoire reicht vom Barock bis zur Moderne.
Der Chor ist ein gemischter Laienchor mit rund 100 Damen und Herren. Die Einstudierung erfolgt durch den Chordirektor des Aachener Stadttheaters.

## Chordirektoren
- 1928–1933: Peter Hammers
- 1933–1961: Wilhelm Pitz
- 1961–1968: Michael Sittard
- 1968–1971: Hans Martin
- 1971–1972: Jiri Kubica
- 1972–1977: Marcel Seminara
- 1977–1989: Hannsthomas Nowowiejski
- 1989–1990: kommissarisch: James Alexander, Martin Merry, Karl-Heinz Schneider
- 1990–1992: Rainer Steubing
- 1992–1993: Hagen Lewandowski
- 1993–1995: komm.: Jeremy Hulin
- 1995–1999: Norbert Hebel
- 1999–2004: Bernhard Moncado
- 2004–2004: Andreas Klippert
- 2004–2010: Frank Flade
- 2010–2015: Andreas Klippert
- 2015–2018: Elena Pierini
- seit 2018: Jori Klomp

## Sonstiges
Neben seinen primären Aufgaben in den Aachener Konzerten pflegt der Chor überregionale Kontakte. So fanden z. B. Konzerte statt in Zusammenarbeit mit der Lütticher Oper, beim Festival van Vlaanderen in Tongern, beim Eifeler Musikfest in Steinfeld und im Rahmen des Rheinischen Musikfestes des Westdeutschen Rundfunks Köln.